# Eleição presidencial na Venezuela em 2013
A eleição presidencial na Venezuela em 2013 foi o pleito, realizado em 14 de abril de 2013, para eleger o líder da nação logo após a morte do então presidente Hugo Chávez em 5 de março de 2013.

## Antecedentes
Após a vitória de Chávez na eleição presidencial de 2012, ele foi para Cuba para o tratamento do câncer, retornando à Venezuela mais tarde, onde ficou internado em um hospital militar para continuar o tratamento. Durante e após 10 de janeiro (data para a posse), os opositores de Chávez, sem sucesso tentaram agendar uma eleição presidencial com a justificativa de que Chávez não tinha condições de ser empossado. Uma campanha não oficial já havia começado antes mesmo da morte de Chávez.

## Candidatos oficiais
O ministro das relações exteriores, Elias Jaua, disse que o candidato do Partido Socialista Unido (PSUV) seria o presidente em exercício Nicolás Maduro. A oposição concordou com o governador de Miranda, Henrique Capriles Radonski, para concorrer contra Maduro. Capriles anunciou mais tarde que aceitou ser o candidato da oposição.

## Pesquisas de intenção de voto
| Pesquisadora | Data              | Maduro | Capriles |
| ------------ | ----------------- | ------ | -------- |
| Hinterlaces  | Fevereiro de 2013 | 50     | 36       |
| Datanalisis  | Fevereiro de 2013 | 46,4   | 34,3     |

## Resultados
Maduro venceu as eleições com 50,66% dos votos contra 49,07 de Capriles.
| Partido                                                                | Partido      | Candidato                  | Votos      | Votos (%) |
| ---------------------------------------------------------------------- | ------------ | -------------------------- | ---------- | --------- |
|                                                                        | PSUV         | Nicolás Maduro             | 7 586 251  | 50,62%    |
|                                                                        | PJ           | Henrique Capriles Radonski | 7 361 512  | 49,12%    |
|                                                                        | NUVIPA       | Eusebio Mendez             | 19 497     | 0,13%     |
|                                                                        | PDUPL        | Maria Bolívar              | 13 307     | 0,09%     |
|                                                                        | PL           | Reina Sequera              | 4 241      | 0,03%     |
|                                                                        | UDEMO        | Julio Mora                 | 1 936      | 0,01%     |
| Totais                                                                 | Totais       | Totais                     | 14 986 744 |           |
| Participação                                                           | Participação | Participação               | 14 986 744 | 79,69%    |
| Fonte: Divulgación Elección Presidencial - Comissão Eleitoral Nacional |              |                            |            |           |